# خونریزی (فیلم)
خونریزی (انگلیسی: The Bleeding) فیلمی در ژانر اکشن و ترسناک است که در سال ۲۰۰۹ منتشر شد. از بازیگران آن می‌توان به وینی جونز، دی‌ام‌اکس، مایکل مدسن و آرماند آسانته اشاره کرد.